# Lise Rønne
Lise Rønne (nacida el 1 de noviembre de  1978 en Viborg, Dinamarca) es una periodista y presentadora de televisión danesa.
Se graduó en ciencias de la información en la Universidad de Aarhus.
Empezó a trabajar de becaria a los 22 años en el canal de televisión MTV en Londres como asistente de producción. Posteriormente, fue presentadora de varios programas como Boogie (DR1), Rundfunk (TV 2), Ungefair (DR1) o Dagens Danmark (DR1). Desde el 1 de enero de 2006, compaginó los programas TV-Avisen y Dagens Danmark, hasta que a partir del 1 de enero de 2007 empezó a trabajar como investigadora y reportera en Aftenshowet de la cadena DR1, y finalmente a partir del 1 de agosto de 2007, como redactora. Desde 2011, es redactora de DR Medier, aunque lo compagina con labores de presentación.
En 2005, se le ofreció reemplazar a Andrea Elisabeth Rudolph como copresentadora de Peter Hansen en el programa Vild med dans (versión danesa de Bailando con las estrellas), de la cadena TV 2. Ella agradeció la propuesta, pero la rechazó para continuar con su carrera periodística en Danmarks Radio. En 2008, 2009, 2010 y 2011, presentó la versión danesa del talent show Factor X. Ha sido presentadora del Dansk Melodi Grand Prix en dos ocasiones. Por primera vez, en 2011, junto a Felix Smith, con quien había trabajado anteriormente en Rundfunk en 2004, y por segunda vez en 2013, junto con Sofie Lassen-Kahlke y Louise Wolff.
El 4 de febrero de 2014 se anunció que la televisión pública danesa Danmarks Radio la había elegido para presentar el Festival de la Canción de Eurovisión 2014 junto a Nikolaj Koppel y Pilou Asbæk.